# Christopher Mears
Christopher Mears, detto Chris, noto anche con lo pseudonimo di Mearsy (Reading, 7 febbraio 1993), è un ex tuffatore, disc jockey e produttore discografico britannico.

## Biografia
Nel gennaio 2009 l'atleta ha sofferto di una rottura della milza a Sydney, dove stava partecipando all'Australian Youth Olympic Festival. È riuscito a riprendersi completamente dall'incidente nonostante i medici gli avessero dato solo il 5% di possibilità di sopravvivenza all'ingresso in ospedale.
Ha rappresentato la nazionale britannica ai Giochi olimpici di Londra 2012 gareggiando nel concorso dal trampolino 3 metri individuale e in quello dal trampolino 3 metri sincro. Nella competizione individuale ha ottenuto il nono posto alle spalle dell'ucraino Illja Kvaša. Con il compagno Nick Robinson-Baker, nei tuffi sincronizzati ha concluso la gara al quinto posto dietro agli ucraini Illja Kvaša e Oleksij Pryhorov, quarti, agli statunitensi Troy Dumais e Kristian Ipsen, medaglia di bronzo, ai russi Il'ja Zacharov e Evgenij Kuznecov, argento, e ai cinesi Luo Yutong e Qin Kai, vincitori dell'oro olimpico.
Nel gennaio 2013 posa nudo in un servizio fotografico per la rivista inglese Gay times, in un numero speciale, denominato The Naked Issue, dedicato alla lotta contro l'HIV. Agli europei di Londra 2016 si è laureato campione nel sincro 3 m insieme a Jack Laugher.
Ai Giochi del Commonwealth di Glasgow 2014 ha vinto la medaglia d'oro per la nazionale inglese nel concorso del trampolino 3 m sincro in coppia con Jack Laugher. È invece arrivato quarto alle spalle di Jack Laugher e degli australiani Matthew Mitcham e Grant Nel nel concorso del trampolino 1 metro.
Nell'agosto 2019, all'età di ventisei anni, ha annunciato il ritiro dall'attività agonistica per dedicarsi alla musica come dj e producer.
Dopo avere lavorato a fianco di artisti come Meduza, Steve Aoki e altri, nel marzo 2023 ha pubblicato con lo pseudonimo Mearsy il singolo DNA, realizzato insieme con la cantante britannica Sophie and the Giants e diventato in poche settimane una hit nelle radio e nei club europei.

## Palmarès
- Giochi olimpici

Rio de Janeiro 2016: oro nel sincro 3m.
- Mondiali

Kazan 2015: bronzo nel sincro 3m.
- Europei di nuoto/tuffi

Londra 2016: oro nel sincro 3m.
Glasgow 2018: argento nel sincro 3m.
- Giochi del Commonwealth

Glasgow 2014: oro nel sincro 3m.
Gold Coast 2018: oro nel sincro 3m.

## Competizioni
| Competizione                                  | 2006 | 2007 | 2008 | 2009 | 2010 |
| --------------------------------------------- | ---- | ---- | ---- | ---- | ---- |
| ASA Elite Junior National Championships, 1 m  | 2nd  | 1st  |      |      |      |
| ASA Elite Junior National Championships, 3 m  | 3rd  | 2nd  |      |      |      |
| ASA Elite Junior National Championships, 10 m | 4th  | 2nd  |      |      |      |
| European Junior Championships, 1 m            |      |      | 2nd  |      |      |
| European Junior Championships, 3 m            |      |      | 3rd  |      |      |
| European Junior Championships, 10 m           |      |      | 3rd  |      |      |
| World Junior Championships, 1 m               |      |      | 15th |      |      |
| World Junior Championships, 3 m               |      |      | 7th  |      |      |